# Сборная Китая по биатлону
Сборная Китая по биатлону — представляет Китай на международных турнирах по биатлону.
Наибольших успехов добивается благодаря женской команде.

## Олимпийские игры
Спортсмены сборной Китая никогда не становились призёрами Олимпийских игр. Наилучшим результатом является 5 место Юй Шумэй в спринте на играх в 1998 году. Тогда же был показан лучший результат в эстафете — 7 место. Лучшим результатом мужской команды является 17 место Чжана Чэнъе в спринте, на играх в Турине. Мужская команда в эстафетах ни разу не принимала участия.

## Чемпионаты мира
На счету сборной Китая 3 медали чемпионатов мира, все являются серебряными и завоёваны женской командой в первой половине 2000-х годов.
Первая медаль была завоёвана в 2000 году, Юй Шумэй выиграла серебряную медаль в индивидуальной гонке. В 2005 году, Сунь Жибо и Лю Сяньин стали вторыми в индивидуальной гонке и преследовании соответственно.